# Cine Nàpols
El Cinema Nàpols va ser una sala d'exhibició cinematogràfica ubicada al carrer Sant Antoni Maria Claret número 168 de Barcelona. Es tracta d'una sala oberta per primer cop el 1962 a la Dreta de l'Eixample, la qual a finals de 1988 es va transformar en una multisala i comptava amb dos espais de projecció.
El cine Nàpols va tancar les portes el 2014, deixant la finca lliure per -teòricament- l'apertura d'un supermercat Mercadona que havia d'ampliar-se també pel darrere i així arribar al carrer de la Indústria. Això, però, no va ser així, ja que finalment, a l'espai on es trobava el cine Nàpols es va acabar obrint el cinema Phenomena de forma definitiva. El nou cinema segueix el model del seu predecessor i es tracta d'una única sala, retornant així a la configuració dels seus inicis. Phenomena es tracta d'un projecte del cineasta Nacho Cerdà i que exhibeix pel·lícules dels anys 70, 80 i 90. Fins al 2014 no comptava amb local propi i es realitzaven cicles i sessions puntuals de forma mensual en diverses sales (principalment al també desaparegut Cinema Urgell). El 2012 el grup Balañá no va renovar contracte amb Phenomena, i això va fer que fessin projeccions a d'altres cinemes de la ciutat, fins que van trobar la seva sala pròpia a l'antic cinema Nàpols, el qual va patir una remodelació integral.
El Phenomena va obrir les portes el 19 de desembre del 2014, fent així el Nàpols casa seva. El renovat cinema té una única sala amb 415 localitats. Ha recuperat l'essència de sala de barri però amb un projector d'última generació, nous sistemes de so, així com a projectors per a cintes de 35 mm i un altre per a pel·lícules de 70 mm.